# Clinical Anatomy
Clinical Anatomy is een internationaal, aan collegiale toetsing onderworpen wetenschappelijk tijdschrift op het gebied van de anatomie en morfologie. De naam wordt in literatuurverwijzingen meestal afgekort tot Clin. Anat. Het wordt uitgegeven door Wiley-Liss namens de American Association of Clinical Anatomists en verschijnt 8 keer per jaar. Het eerste nummer verscheen in 1988.